# آرانایاکا
آرانایاکا (به لاتین: Aranayaka) یک منطقهٔ مسکونی در سری‌لانکا است که در ناحیه کگاله واقع شده‌است.